# تنظيم الإيجار

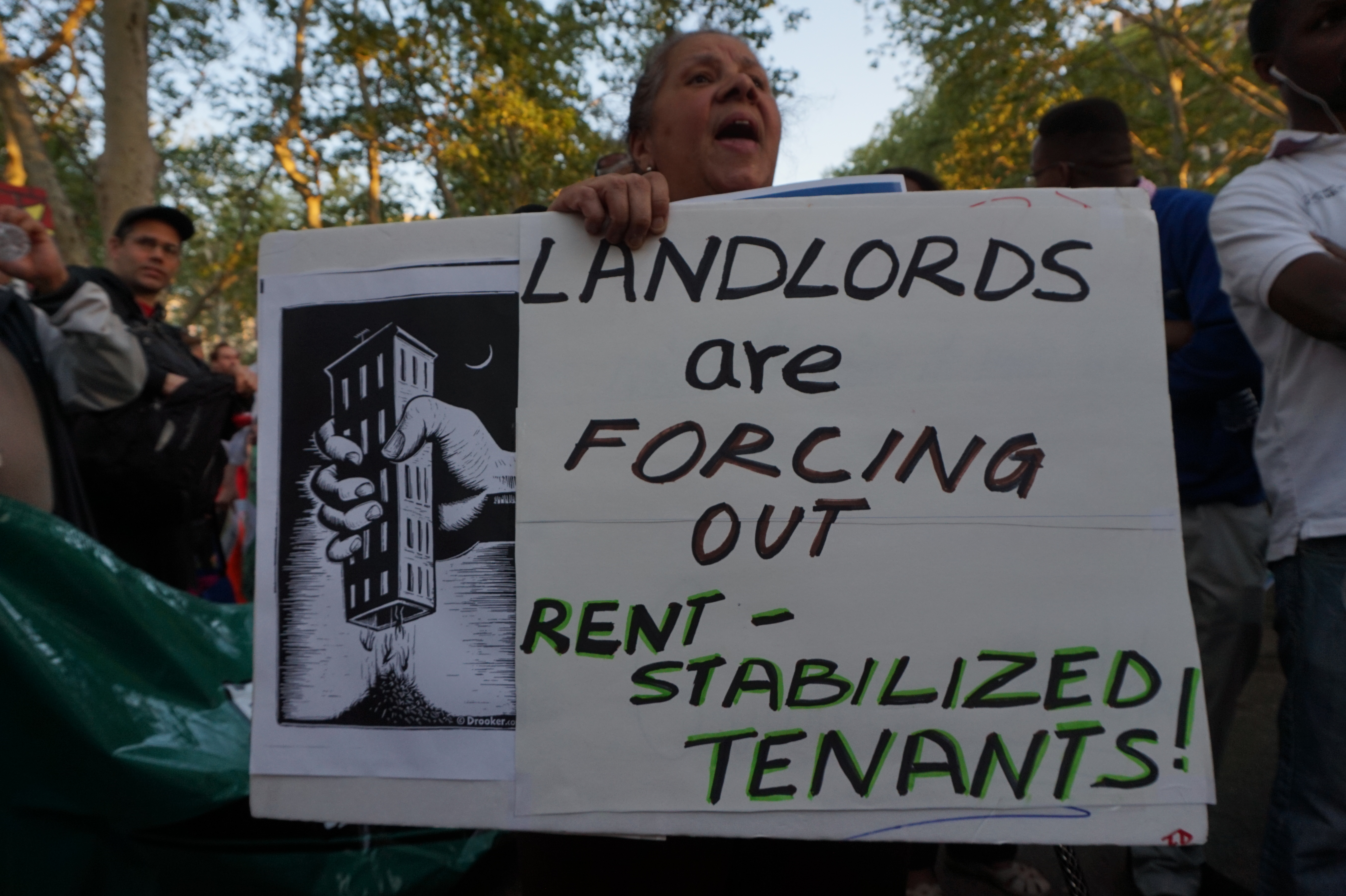
علامة احتجاج في اجتماع حاشد لحقوق المستأجرين في مدينة نيويورك

تنظيم الإيجارات أو ضوابط الإيجارات هو نظام من القوانين، تديره محكمة أو سلطة عامة، والتي تهدف إلى ضمان القدرة على تحمل تكاليف السكن والإيجار في سوق الإيجار للمساكن. بشكل عام، يتضمن نظام تنظيم الإيجار ما يلي:
- ضوابط الأسعار، حدود الإيجار التي قد يفرضها المالك، وتسمى عادةً مراقبة الإيجار أو تثبيت الإيجار.
- ضوابط الإخلاء: المعايير المقننة التي بموجبها يجوز للمالك إنهاء عقد الإيجار.[1]
- التزامات على المالك أو المستأجر بشأن الصيانة المناسبة للعقار.
- نظام للرقابة والإنفاذ من قبل منظم مستقل وأمين المظالم.

يغطي مصطلح «التحكم في الإيجار» على المدى الواسع من اللوائح التي يمكن أن تختلف من تحديد المبلغ المطلق للإيجار الذي يمكن فرضه دون أي زيادات مسموح بها، إلى وضع قيود مختلفة على المبلغ الذي يمكن أن يزيد الإيجار؛ قد تستمر هذه القيود بين الإيجارات، أو قد يتم تطبيقها فقط خلال مدة الإيجار.
تنظيم الإيجارات هو أحد السياسات المقترحة لتحسين القدرة على تحمل تكاليف الإسكان، إلى جانب الإعانات (بما في ذلك القسائم والائتمانات الضريبية) والسياسات الرامية إلى توسيع نطاق عرض الإسكان.
اعتبارًا من عام 2016، هناك 14 دولة على الأقل من بين 36 دولة في منظمة التعاون الاقتصادي والتنمية لديها بعض أشكال التحكم في الإيجارات، بما في ذلك أربع ولايات في الولايات المتحدة.

## روابط خارجية
- التحكم في الإيجارات في جميع أنحاء العالم: إيجابيات وسلبيات - بما في ذلك ملخصات قوانين مراقبة الإيجار في العديد من البلدان